# Talles Frederico Silva
Talles Frederico Souza Silva (São Gonçalo do Rio Abaixo, 20 agosto 1991) è un altista brasiliano.

## Biografia
Silva ha iniziato la sua carriera sportiva internazionale nel 2008, vincendo una medaglia d'argento ai Campionati sudamericani under 18. Nel 2011 è entrato nel team brasiliano seniores con il quale ha preso parte alle maggiori competizioni regionali, come i Campionati sudamericani, ove ha vinto un oro nel 2013 in Colombia. In ambito mondiale ha preso parte a due edizioni dei Mondiali nel 2015 e nel 2017, senza mai raggiungere l'accesso alla finale. Inoltre ha rappresentato il proprio paese ai Giochi olimpici di Rio de Janeiro 2016.

## Record nazionali
- Salto in alto indoor: 2,26 m ( São Caetano do Sul, 3 febbraio 2018)[4]

## Palmarès
| Anno | Manifestazione             | Sede           | Evento        | Risultato | Prestazione | Note |
| ---- | -------------------------- | -------------- | ------------- | --------- | ----------- | ---- |
| 2008 | Sudamericani U18           | Lima           | Salto in alto | Argento   | 2,05 m      |      |
| 2009 | Panamericani U20           | Port of Spain  | Salto in alto | 6º        | 2,05 m      |      |
| 2009 | Sudamericani U20           | San Paolo      | Salto in alto | 4º        | 2,03 m      |      |
| 2010 | Sudamericani U23           | Medellín       | Salto in alto | 5º        | 1,95 m      |      |
| 2010 | Mondiali U20               | Moncton        | Salto in alto | 16º (q)   | 2,14 m      |      |
| 2011 | Sudamericani               | Buenos Aires   | Salto in alto | 5º        | 2,17 m      |      |
| 2012 | Campionati ibero-americani | Barquisimeto   | Salto in alto | 8º        | 2,16 m      |      |
| 2012 | Sudamericani U23           | San Paolo      | Salto in alto | Oro       | 2,21 m      |      |
| 2013 | Sudamericani               | Cartagena      | Salto in alto | Oro       | 2,22 m      |      |
| 2014 | Campionati ibero-americani | San Paolo      | Salto in alto | 5º        | 2,18 m      |      |
| 2015 | Sudamericani               | Lima           | Salto in alto | Argento   | 2,22 m      |      |
| 2015 | Giochi panamericani        | Toronto        | Salto in alto | 9º        | 2,20 m      |      |
| 2015 | Mondiali                   | Pechino        | Salto in alto | 39º (q)   | 2,19 m      |      |
| 2016 | Campionati ibero-americani | Rio de Janeiro | Salto in alto | 5º        | 2,20 m      |      |
| 2016 | Giochi olimpici            | Rio de Janeiro | Salto in alto | 35º (q)   | 2,17 m      |      |
| 2017 | Sudamericani               | Asunción       | Salto in alto | Argento   | 2,28 m      |      |
| 2017 | Mondiali                   | Londra         | Salto in alto | 15º (q)   | 2,29 m      |      |
| 2018 | Giochi sudamericani        | Cochabamba     | Salto in alto | 5º        | 2,22 m      |      |
| 2018 | Campionati ibero-americani | Trujillo       | Salto in alto | Argento   | 2,21 m      |      |
| 2019 | Giochi mondiali militari   | Wuhan          | Salto in alto | 7º        | 2,10 m      |      |
| 2023 | Sudamericani               | San Paolo      | Salto in alto | Bronzo    | 2,13 m      |      |